# Baetica ustulata
Baetica ustulata – gatunek owada prostoskrzydłego zaliczanego do siodlarek, jedyny przedstawiciel rodzaju Baetica. Jest endemitem wykazanym z gór Sierra Nevada (Hiszpania).